# Via Rail Canada
Via Rail Canada (/ˈviːə/; generalment escurçat a Via Rail o Via) és una empresa pública del Canadà. Via Rail té el mandat d'operar els ferrocarrils de passatgers d'àmbit estatal i rep subvencions del govern federal del Canadà.
Via Rail opera més de 500 trens per setmana que circulen per vuit províncies canadenques i 12.500 quilòmetres de vies, el 97% de les quals són propietat d'altres empreses ferroviàries, majoritàriament de la Canadian National Railway (CN). Via Rail va transportar 4,745 milions de passatgers l'any 2018, la majoria dels quals (96%) al llarg del corredor Quebec Windsor.

## Història
La companyia es va fundar l'any 1977. El llavors primer ministre del govern federal canadenc, Pierre Elliott Trudeau, inspirant-se en la solució adoptada als Estats Units d'Amèrica per afrontar la crisi del transport ferroviari d'aquell país que va portar a la creació d'Amtrak el 1971, va decidir fundar l'empresa pública VIA Rail Canada amb l'única missió d'organitzar i proveir tots els serveis de passatgers interurbans al Canadà com a manera de reduir els costos i millorar l'oferta que en aquell moment estava en plena crisi.

## Tipus de serveis
Via Rail presta diferents tipus de serveis que es poden agrupar en les següents categories:
- Serveis interurbans: són els serveis oferts al llarg del corredor Quebec Windsor que disposen d'una o més freqüències diàries com les relacions entre Toronto i Ottawa (10 viatges diaris d'anada i tornada)[3] o entre Quebec i Mont-real (5 viatges diaris d'anada i tornada).[3] La major part dels viatges fets amb Via Rail són en aquests serveis (el 96% el 2018)[1] i també representa la font d'ingressos més gran de la companyia (el 80% l'any 2018).[1]
- Serveis de llarg recorregut: són els serveis que es realitzen entre les ciutats de Toronto i Vancouver, anomenat The Canadian, i els que es realitzen entre Mont-real i Halifax, anomenat The Ocean. Els trens The Canadian circulen dos cops per setmana i els The Ocean ho fan 3 vegades.[3]
- Serveis regionals: són els que cobreixen relacions en zones rurals i remotes del país amb una demanda molt baixa (l'1% dels viatges el 2018)[1] però el ferrocarril representa un servei bàsic per la població de les zones que travessa.
- Serveis internacionals: 3 trens d'Amtrak provinents dels Estats Units d'Amèrica acaben el seu recorregut a ciutats canadenques. Al tram canadenc del recorregut del tren entre Nova York i Toronto és possible fer trajectes amb bitllets de Via Rail cosa que no es permet en els altres dos trens transfronterers.